# مئة رصاصة

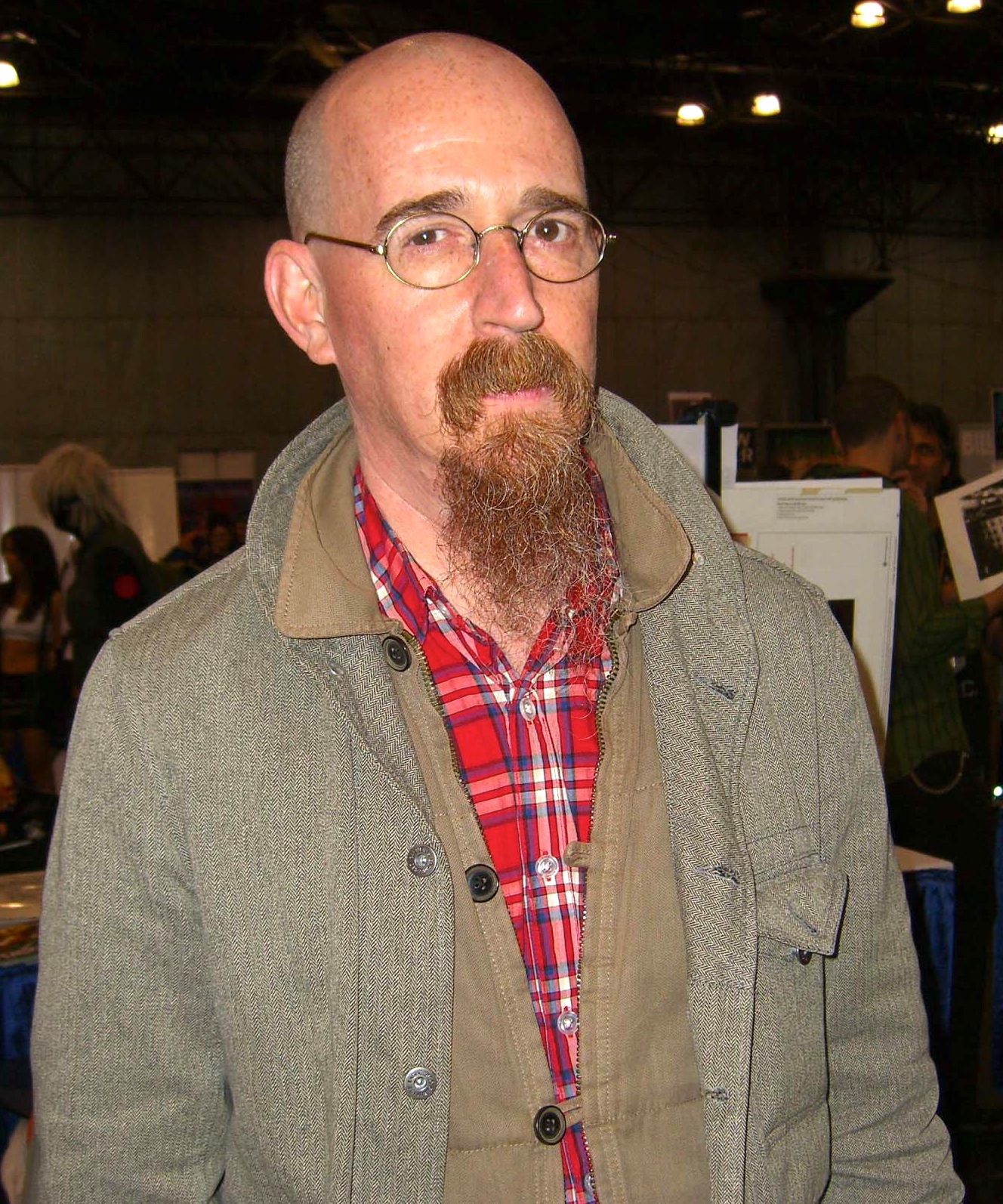
مبتكر القصص المصورة بريان أزاريلو في معرض نيويورك للكوميك كون، 15 أكتوبر 2011.

مئة رصاصة (بالإنجليزية: 100 Bullets) هي سلسلة أمريكية قصصية مصورة صدرت من دي سي كوميكس ونشرت عن طريق فرعها فيرتيقو، ألفها بريان أزارللو، ونسق الرسوم إدواردو ريسو، صدر منها مئة جزء، وفازت بجائزة إيسنر أورد وجائزة هارفي.
تصنف سلسة المئة رصاصة من فئة أدب الجريمة وكانت تصدر شهرياً، نشرت الأعداد المئة من السلسة بين يونيو 1999م وحتى أبريل 2009م، تميزت بطابع الخيال والحديث الشائع، معظم الشخصيات مشينة جداً، وكانت الحبكة منمقة، والرسوم عنيفة المشاهد، تميزت بالواقعية، واستخدام ألفاظ إقليمية ومحلية، مع بعض من العامية والمجازية في الحوار، كانت في بدايتها قصص مستقلة، ولكن لاحقاً تم ربط الشخصيات معاً في بقية الأجزاء.

## روابط خارجية
- http://www.vertigocomics.com/